# Campbell River
Campbell River es una ciudad canadiense situada en la provincia de Columbia Británica.

## Superficie
Campbell River tiene una superficie de 144,38 km².

## Demografía
En 2021, tenía 35 519 habitantes, una densidad poblacional de 246 hab./km², y 16 194 viviendas.